# Eleccions legislatives daneses de 1979
Les eleccions legislatives daneses de 1979 se celebraren l'12 d'agost de 1979. El partit més votat foren els socialdemòcrates i Anker Jørgensen formà un govern de coalició amb el Venstre.
| Partit                           | Líder                  | Vots           | %              | Escons         | +/-            |                |
| -------------------------------- | ---------------------- | -------------- | -------------- | -------------- | -------------- | -------------- |
| Socialdemokratiet                | Anker Jørgensen        | 1,213,456      | 38.3           | 68             | +3             |                |
| Venstre                          | Henning Christophersen | 396,484        | 12.5           | 22             | +1             |                |
| Det Konservative Folkeparti      | Poul Schlüter          | 395,653        | 12.5           | 22             | +7             |                |
| Fremskridtspartiet               | Mogens Glistrup        | 349,243        | 11.0           | 20             | -6             |                |
| Socialistisk Folkeparti          | Gert Petersen          | 187,284        | 5.9            | 11             | +4             |                |
| Det Radikale Venstre             | Niels Helveg Petersen  | 172,365        | 5.4            | 10             | +4             |                |
| Venstresocialisterne (Y)         |                        | 116,047        | 3.7            | 6              | +1             |                |
| Centrum-Demokraterne             | Erhard Jakobsen        | 102,132        | 3.2            | 6              | -5             |                |
| Danmarks Retsforbund (E)         |                        | 83,238         | 2.6            | 5              | -1             |                |
| Kristeligt Folkeparti            | Jens Møller            | 82,133         | 2.6            | 5              | -1             |                |
| Danmarks Kommunistiske Parti (K) |                        | 58,901         | 1.9            | 0              | -7             |                |
| Kommunistisk Arbejderparti (R)   |                        | 13,070         | 0.4            | 0              | 0              |                |
| Participació                     | Participació           | 85,6%          | 85,6%          | 85,6%          | 85,6%          | 85,6%          |
| Font                             | Font                   | Folketinget.dk | Folketinget.dk | Folketinget.dk | Folketinget.dk | Folketinget.dk |